# Dichordophora aplagaria
Dichordophora aplagaria là một loài bướm đêm trong họ Geometridae.